# 마타 골든

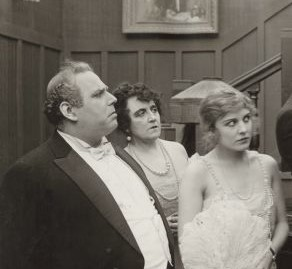

마타 골든(Marta Golden, 1868년 11월 28일 ~ 1943년 7월 15일)은 미국의 배우, 연극 배우, 영화배우이다.
펜실베이니아주에서 태어났으며 로스앤젤레스에서 사망하였다.

## 영화
- 일 (1915년)